# Státní znak Marshallových ostrovů
Státní znak Marshallových ostrovů nebyl po vyhlášení republiky nikdy zaveden, jeho funkci plní státní pečeť. Ta byla zavedena v roce 1979, v roce 1992 upřesněna zákonem, ale objevuje se (např. na vládních internetových stránkách) v různých barevných podobách.

## Historie
18. července 1947 byly Marshallovy ostrovy začleněny do nově vzniklého Poručenského území Tichomořské ostrovy OSN pod správou USA. Znak poručenského území zaveden nebyl, vysoký komisař však užíval svou pečeť, která vyobrazovala krajinu s palmou a strážní kánoí, přes kterou byl položen dvakrát přeložený praporek s anglickým nápisem OFFICIAL SEAL (česky Úřední pečeť). V mezikruží kolem výjevu byly anglické opisy HIGHT COMMISSIONER (česky Vysoký komisař) v horní části a TRUST TERRITORY OF PACIFIC ISLANDS (česky Poručenské území Tichomořské ostrovy) v části dolní. Pečeť (v tmavě modré barvě) byla vyobrazena i na vlajce vysokého komisaře.

Pečeť vysokého komisaře Poručenského území Tichomořské ostrovy Marshallových ostrovů (1947–?)

1. května 1979 byla vyhlášena, pod názvem Republika Marshallovy ostrovy, autonomní republika USA. Byla zavedena státní pečeť, plnící (v barevném provedení) funkci státního znaku. Pečeť byla tvořena tyrkysovým polem, v jehož středu byl rozkřídlený anděl míru s modrou konturou. Nad ním byla hvězda se čtyřiadvaceti cípy. Z obou stran se k ní přimykaly zlatostříbrné, vějířovitě se rozšiřující pruhy. Nad (heraldicky) pravým křídlem anděla byl vyobrazen stříbrný tradiční nástroj na mlácení, pod ním zlatý atol se stříbrnými kokosovými palmami. Nad levým křídlem byla vyobrazena stříbrná rybářská síť se zlatými držadly, pod ním zlatá tradiční kánoe se stříbrnými napnutými plachtami a kolem sedm atolů. V dolní části pečeti byla zobrazena stříbrnomodrá, stylizovaná námořní mapa na Tichém oceánu. Pod ní pak zlatá stuha se stříbrným nápisem SEAL (česky pečeť). Kolem pečetě byly v bílém mezikruží modré opisy, v horní části REPUBLIC OF THE MARSHAL ISLANDS (česky Republika Marshallovy ostrovy), v dolní části (místním jazykem) JEPILPIN KE EJUKAAN (česky Nechť dlouho žije národ). Vnějším okrajem byl zlatý, modře konturovaný řetěz s oválnými články, který byl v horní části spojen článkem ve tvaru písmene „U” a v dolní části článkem kruhovým. (není obrázek)
Řetěz symbolizoval spojení ostrovů v jeden národ, počet cípů hvězdy značil (stejně jako na vlajce) 24 obydlených, správních jednotek (municipalit), figury jsou typické předměty pro život na ostrovech. Nástroj na mlácení je vyráběný z obrovských škeblí a slouží k roztloukání pandánu, rostliny, z níž se vyrábějí rohože, plachty či oblečení.
V roce 1992 byla podoba pečeti upřesněna Zákonem č. P.L. 1992-30 o pečeti republiky Marshalovy ostrovy (Republic of the Marshall Islands Seal Act of 1992). Součástí zákona bylo i oficiální, barevné vyobrazení pečetě. Oproti původní pečeti z roku 1979 byl řetěz stříbrný, ale stále modře konturovaný, články v horní části (ve tvaru písmene „U”) i v dolní části (kruhový) byly však zlaté. Střed pečeti byl nově bílý, stejně jako anděl, který měl nově zlatou konturu. Ostatní figury byly bílé (atol a kánoe zůstaly zlaté) s modrou konturou. Barva Tichého oceánu se změnila z tyrkysové na modrou, stejnou jako mají figury pečeti. Barva stuhy byla nově bílá, nápis SEAL zlatý.
V poslední době (zdroj je z června 2019) se na vládních internetových stránkách nebo na stránkách velvyslanectví Marshallových ostrovů objevuje jiné barevné provedení pečeti. Není však jasné, zda jde o oficiální podobu.
Různé vyobrazení pečeti (obrázky nejsou shodné se zdrojem):